# Cronologia Romei antice

###### Secolele VIII-VI î.Hr.
| An            | Eveniment/domnie |  |
| ------------- | --- |  |
| 753-716 î.Hr. | Fondarea Romei. Domnia lui Romulus. Răpirea sabinelor. |  |
| 715-673 î.Hr. | Numa Pompilius introduce cultul Vestei. |  |
| 673-642 î.Hr. | Tullius Hostilius distruge Alba Longa. |  |
| 655 î.Hr.     | Demaratos migrează din Corint în Etruria. |  |
| 642-617 î.Hr. | Ancus Marcius extinde puterea Romei asupra coastei |  |
| 616-579 î.Hr. | Tarquinius Priscus asanează "Forum-ul". |  |
| 578-535 î.Hr. | Servius Tullius impune reforme, încheie un tratat cu latinii și construiește Templul Dianei pe Aventin.                                                               |  |
| 535 î.Hr.     | Etruscii și cartaginezii îi înving pe foceeni la Alalia. |  |
| 534-510 î.Hr. | Tarquinius Superbus construiește templul capitolin și încheie tratatul cu Gabii. Teritoriul roman se extinde la circa 560 km2                                         |  |
| 524 î.Hr.     | Etruscii sunt învinși la Cumae de cître Aristodemos |  |
| 509 î.Hr.     | Tarquinius Superbus este înlăturat. Primii doi magistrați (consuli) sunt aleși și guvernează Roma. Templul Capitolin este inaugurat. Roma încheie tratat cu Cartagina |  |

## Republica Romană

### Secolele VI-V î.Hr.
| An            | Eveniment |  |
| ------------- | --- |  |
| 508 î.Hr.     | Războiul cu Porsenna și ocuparea Romei                                                                                        |  |
| 506 î.Hr.     | Latinii și Aristodemos din Cumae îl înfrâng pe fiul lui Porsenna la Aricia                                                    |  |
| 504 î.Hr.     | Strămutarea Claudiilor la Roma                                                                                                |  |
| 501 î.Hr.     | Este numit primul dictator |  |
| 496 î.Hr.     | Bătălia de la Lacul Regillus între Roma și Liga Latină. Sunt introduse cultele lui Liber, Libera și Ceres                     |  |
| 495 î.Hr.     | Este fondată colonia latină de la Signia                                                                                      |  |
| 494 î.Hr.     | Plebeii își afirmă drepturile și desfășoară prima secesiune. Este fondată colonia latină de la Velitrae                       |  |
| 493 î.Hr.     | Spurius Cassius încheie tratat cu latinii                                                                                     |  |
| 492 î.Hr.     | Grânele sunt importate de la Cumae. Este fondată colonia latină de la Norba                                                   |  |
| 491 î.Hr.     | Invazia lui Coriolanus |  |
| 486 î.Hr.     | Spurius Cassius propune legea agrară. Roma încheie tratatul cu hernicii. Război cu equii și volscii                           |  |
| 482-474 î.Hr. | Războiul cu Veii |  |
| 479 î.Hr.     | Bătălia de la Cremera |  |
| 474 î.Hr.     | Etruscii sunt înfrânți la Cumae de către Hieron al Siracuzei                                                                  |  |
| 471 î.Hr.     | Lex Publilia Voleronis: sunt recunoscute Concilium Plebis și Tribunii                                                         |  |
| 469 î.Hr.     | Numărul tribunilor crește la zece                                                                                             |  |
| 458 î.Hr.     | Muncius este înfrânt de equii la Muntele Algidus, armata romană este salvată de Cincinnatus                                   |  |
| 456 î.Hr.     | Lex Icilia de Aventino publicando                                                                                             |  |
| 451-450 î.Hr. | Decemviri legibus scribundis. Este expusă Legea celor XII table în for                                                        |  |
| 449 î.Hr.     | A doua secesiune a plebeilor. Legile Valerius-Horatius sunt emise. Sunt definite drepturile tribunilor                        |  |
| 447 î.Hr.     | Chestorii sunt aleși de popor. Se constituie Comitia Tributa Populi                                                           |  |
| 445 î.Hr.     | Lex Canuleia: sunt permise căsătoriile dintre plebei și patricieni. Tribunii militari cu puteri consulare înlocuiesc consulii |  |
| 444 î.Hr.     | Tratatul cu Ardea |  |
| 443 î.Hr.     | Instituirea funcției de cenzor                                                                                                |  |
| 442 î.Hr.     | Este fondată colonia latină de la Ardea                                                                                       |  |
| 439 î.Hr.     | Minucius a distribuit cereale la Roma                                                                                         |  |
| 433 î.Hr.     | Este construit templul lui Apollo                                                                                             |  |
| 431 î.Hr.     | Equii sunt învinși decisiv la Mons Algidus                                                                                    |  |
| 428-425 î.Hr. | Roma a cucerit garnizoana Fidenae                                                                                             |  |
| 421 î.Hr.     | Numărul cenzorilor crește la patru. Este permis accesul plebeilor la funcția de cenzor                                        |  |
| 418 î.Hr.     | Este fondată colonia latină de la Labici                                                                                      |  |
| 409 î.Hr.     | Sunt aleși trei chestori plebei                                                                                               |  |
| 406 î.Hr.     | Tarracina este ocupată |  |
| 404 î.Hr.     | Colonia Velitrae obține o garnizoană                                                                                          |  |

### Secolul al IV-lea î.Hr.
| An            | Eveniment |  |
| ------------- | --- |  |
| 399 î.Hr.     | Este decretat lectisternium |  |
| 396 î.Hr.     | Se introduce solda militară. Orașul Veii este cucerit după zece ani de asediu. Se încheie pacea cu volscii                                                                                   |  |
| 393 î.Hr.     | Colonia latină de la Circeii este fondată. Este fondată colonia latină de la Sutrium |  |
| 390 î.Hr.     | Bătălia de la Allia. Romanii sunt înfrânți de gali. Equii sunt învinși la Bola |  |
| 388 î.Hr.     | Sunt create patru triburi rustice în Ager Veiens |  |
| 387 î.Hr.     | Galii jefuiesc și incendiază Roma |  |
| 386-385 î.Hr. | Latinii, volscii și hernicii sunt învinși de romani |  |
| 385 î.Hr.     | Colonia latină de la Satricum |  |
| 383 î.Hr.     | Colonia latină de la Nepete |  |
| 382 î.Hr.     | Colonia latină de la Setia |  |
| 381 î.Hr.     | Tusculum este cucerit |  |
| 378 î.Hr.     | Zidurile serviene sunt construite |  |
| 377 î.Hr.     | Latinii sunt înfrânți după ce ocupă Satricum. Licinius și Sextius încep revolta |  |
| 367 î.Hr.     | Legile lui Licinius și Sextius sunt emise. Este restabilit regimul celor doi consuli. Sunt creați doi edili curuli                                                                           |  |
| 366 î.Hr.     | Este ales primul consul plebeu. Se înființează pretura. Edilii curuli sunt patricieni și plebei                                                                                              |  |
| 361 î.Hr.     | Romanii ocupă Ferentinum |  |
| 359 î.Hr.     | Revolta orașului Tarquinii |  |
| 358 î.Hr.     | Hernicii sunt reprimiți în alianță. Tratatul cu latinii este reînnoit. Sunt create două noi triburi                                                                                          |  |
| 357 î.Hr.     | Este impusă taxa pentru dezrobire. Este fixată rata maximă a dobânzii. Orașul Falerii se revoltă. Galii atacă Latium.                                                                        |  |
| 356 î.Hr.     | Primul dictator plebeu |  |
| 354 î.Hr.     | Roma se aliază cu samniții |  |
| 353 î.Hr.     | Orașul Caere este înfrânt. Drepturi cetățenești parțiale. |  |
| 352 î.Hr.     | Sunt numiți quinqueviri mensari care să ajute debitorii aflați în dificultate |  |
| 351 î.Hr.     | Primul cenzor plebeu. Orașele Tarquinii și Falerii sunt cucerite. |  |
| 349 î.Hr.     | Atacurile galilor încetează. |  |
| 348-346 î.Hr. | Tratatul dintre Cartagina și Roma este reînnoit. Antium și Satricum sunt învinse |  |
| 343 î.Hr.     | Falerii încheie alianța permanentă. Latini atacă Paeligni. |  |
| 343-341 î.Hr. | Primul război samnit |  |
| 342 î.Hr.     | Revoltă în armată și secesiune. Leges Genuciae. Romanii îi înving pe samniți în bătălia de la Mons Gaurus                                                                                    |  |
| 340-338 î.Hr. | Războiul cu latinii |  |
| 330 î.Hr.     | Leges Pubiliae |  |
| 338 î.Hr.     | Liga Latină este dizolvată. Multe orașe dobândesc drepturi cetățenești depline sau parțiale. Este fondată colonie romană la Antium. Velitrae i se confiscă porțiune de pământ                |  |
| 337 î.Hr.     | Primul pretor plebeu |  |
| 334 î.Hr.     | Colonia latină de la Cales |  |
| 332 î.Hr.     | Sunt create două noi triburi în Latium (fiind 29). Tratatul Romei cu Tarentum |  |
| 332-331 î.Hr. | Armistițiul dintre Roma și senoni |  |
| 329 î.Hr.     | Privernum este cucerit. Este fondată colonia romană de la Taracina |  |
| 328 î.Hr.     | Colonia romană de la Fregellae |  |
| 327 î.Hr.     | Al doilea război samnit. Neapolis este capturat |  |
| 324 î.Hr.     | Proroatio imperii. Lex Poetilia privind datoriile. Alianța Romei cu Neapolis, Nuceria și Apulia                                                                                              |  |
| 321 î.Hr.     | Armata romană este înfrântă de samniți la Furcile Caudine. Roma cedează Fregellae |  |
| 318 î.Hr.     | Sunt create alte două noi triburi în Campania. Roma se aliază cu Teanum și Camusium. Prefecții romani trimiși la Capua și Cumae                                                              |  |
| 316 î.Hr.     | Este reluat războiul cu samniții |  |
| 315 î.Hr.     | Luceria este ocupată. Samniții câștigă la Lautulae. Capua trece de partea samniților |  |
| 314 î.Hr.     | Victoria romanilor de la Taracina. Capua este recâștigată. Este fondată colonia romană la Luceria                                                                                            |  |
| 313 î.Hr.     | Fregellae și Sora sunt redobândite. Sunt fondate colonii la Suessa, Aurunca, Pontia, Saticula și Interamna                                                                                   |  |
| 312 î.Hr.     | Censura lui Appius Claudius. Începe construcția la Via Appia și Aqua Appia |  |
| 311 î.Hr.     | Sunt numiți duoviri navales |  |
| 310 î.Hr.     | Romanii au înaintat în Etruria și încheie tratate cu Cortona, Perusia și Arretium |  |
| 308 î.Hr.     | Este reînnoită alianța cu Tarquinii |  |
| 307 î.Hr.     | Hernicii se revoltă |  |
| 306 î.Hr.     | Anagnia este asediată. Tratatul Philinus cu Cartagina |  |
| 304 î.Hr.     | Reforma lui Appius Claudius este anulată. Flavius face cunoscute legis actiones. Equii sunt înfrânți. Războiul cu samniții ia sfârșit. Alianța cu marsii, pelignii , marrucini și frentanii. |  |
| 303 î.Hr.     | Sunt fondate coloniile latine de la Alba Fucens și Sora. Sunt emise drepturi cetățenești pentru Arpinium. Este construit templul lui Salus la Roma                                           |  |
| 302 î.Hr.     | Romanii încheie alianța cu vestinii |  |
| 300 î.Hr.     | Lex Valeria cu provocatione. Lex Ogulnia permite accesul plebeilor în colegiile preoțești.                                                                                                   |  |

### Secolul al III-lea î.Hr.
| An            | Eveniment |  |
| ------------- | --- |  |
| 299 î.Hr.     | Apar două noi triburi: Aniensis și Terentina (în total 35). Este fondată colonia latină de la Narnia |  |
| 298 î.Hr.     | Este fondată colonia latină de la Carseoli. Alianța cu picenii. Galii pătrund în teritoriul roman |  |
| 298-290 î.Hr. | Al Treilea Război Samnit |  |
| 298 î.Hr.     | Romanii cuceresc Bovianum și Aufidena. Samniții pătrund în Ager Falernus. Sunt create coloniile romane de la Minturnae și Sinuessa                                                                               |  |
| 295 î.Hr.     | Victoria romanilor de la Sentinum asupra galiilor, samniților și umbrilor |  |
| 294 î.Hr.     | Tratat cu Volsinii, Perusia și Arretium. Samniții câștigă la Luceri |  |
| 293 î.Hr.     | Se introduce cultul lui Aesculapius. Lex Maenia este emisă. Romanii înving samniții la Aquilonia |  |
| 292 î.Hr.     | Romanii redobândesc Falerii |  |
| 291 î.Hr.     | Venusia este asediată și transformată în colonie romană |  |
| 290 î.Hr.     | Războiul samnit se încheie. Sabinilor li se acordă drepturi cetățenești parțiale |  |
| 289 î.Hr.     | Monetărie și triumviri monetales la Roma. Este creată colonia de la Hadria |  |
| 287 î.Hr.     | Lex Hortensia legiferează Plebiscita |  |
| 284 î.Hr.     | Revolta volscior și Volsinii. Senonii sunt alungați din Ager Gallicus. Este creată colonia romană la Sena |  |
| 283 î.Hr.     | Boii sunt înfrânți la Lacul Vadimo. |  |
| 282 î.Hr.     | Garnizoanele romane sunt trimise la Thurii, Rhegium și Locri. Flota romană este atacată de tarentini. |  |
| 281 î.Hr.     | Este trimisă solie romană la Tarentum |  |
| 280 î.Hr.     | Alianța cu Vulcii, Tarquinii și orașe etrusce. Pyhrrus debarcă în Italia și învinge romanii la Heraclea |  |
| 279 î.Hr.     | Bătălia de la Asculum |  |
| 278 î.Hr.     | Tratatul dintre Cartagina și Roma. Pyhrrus părăsește Italia și se duce în Sicilia |  |
| 275 î.Hr.     | Pyhrrus se întoarce în Italia și este învins în Bătălia de la Malventum. Pleacă din Italia în 272 î.Hr. |  |
| 273 î.Hr.     | Sunt fondate coloniile latine de la Paestum și Cosa. Amiciția romană cu Egiptul |  |
| 272 î.Hr.     | Livius Andronicus se îndreaptă spre Roma. Este terminat Apeductul Anio Vetus. Alianța cu Velia. Heraclea, Thurii, Metapontum și Tarentum capitulează.                                                            |  |
| 270 î.Hr.     | Rhegium este ocupat |  |
| 269 î.Hr.     | Primele monede de argint bătute la Roma. Revolta picenilor |  |
| 268 î.Hr.     | Picenii sunt învinși, lor și sabinilor li se acordă drepturi cetățenești. Sunt fondate coloniile latine de la Beneventum și Ariminum                                                                             |  |
| 267 î.Hr.     | Războiul cu salentinii. Brundisium este ocupat de romani |  |
| 266 î.Hr.     | Apulia și Messapia sunt obligate să încheie alianța |  |
| 264 î.Hr.     | Începe Primul Război Punic. Au loc primele lupte cu gladiatori la Roma. Este fondată colonia romană de la Firmum și Volsinii este ocupat. Romanii se aliază cu mamertinii. Armata romană este trimisă în Sicilia |  |
| 263 î.Hr.     | Este creată colonia de la Aesernia. Hieron se aliază cu Roma |  |
| 262 î.Hr.     | Agrigentum este cucerit de romani |  |
| 261-260 î.Hr. | Romanii construiesc prima flotă |  |
| 260 î.Hr.     | Victoria navală de la Mylae obținută de Duilius |  |
| 259 î.Hr.     | Romanii ocupă Corsica |  |
| 257 î.Hr.     | Victoria navală de la Tyndaris |  |
| 256 î.Hr.     | Victoria navală de la Ecnomus. Regulus debarcă în Africa |  |
| 255 î.Hr.     | Regulus este învins de cartaginezii conduși de Xantippos. Victoria navală de la Capul Hermaeum. Flota romană este distrusă la Pachynus.                                                                          |  |
| 254 î.Hr.     | Romanii ocupă Palermo |  |
| 253 î.Hr.     | Este distrusă flota romană la Palinurus |  |
| 250 î.Hr.     | Victoria de la Panormus. Romanii asediază Lilybaeum |  |
| 249 î.Hr.     | Claudius este înfrânt la Drepana, iar flota de transport este distrusă |  |
| 247 î.Hr.     | Hamilcar Barca începe ofensiva cartagineză în vestul Siciliei |  |
| 244 î.Hr.     | Este fondată colonia de la Brundisium |  |
| 243 î.Hr.     | Flota romană este refăcută din împrumuturi voluntare |  |
| 242 î.Hr.     | Este instituită magistratura pretor peregrinus |  |
| 241 î.Hr.     | Romanii obțin victoria din largul Insulelor Aegates. Romanii ocupă Sicilia. Falerii este recucerit. Este fondată colonia de la Spoletium. Apar două noi triburi la Picenum. Se reformează Comitia Centuriată     |  |
| 241-238 î.Hr. | Revolta mercenarilor împotriva Cartaginei |  |
| 238-225 î.Hr. | Romanii ocupă Sardinia și Corsica |  |
| 238-230 î.Hr. | Romanii conduc campanii împotriva ligurilor |  |
| 237 î.Hr.     | Hamilcar se îndreaptă spre Spania |  |
| 236 î.Hr.     | Prima piesă a lui Naevius are loc. Galii pătrund în nordul Italiei |  |
| 235-234 î.Hr. | Este închis templul lui Ianus |  |
| 232 î.Hr.     | Flaminius distribuie Ager Gallicus |  |
| 231 î.Hr.     | Hasrubal îl succede pe Hamilcar în Spania |  |
| 229-228 î.Hr. | Primul razboi iliric. |  |
| 228 î.Hr.     | Sunt trimiși romani la Atena și Corint. Numărul pretorilor crește la patru. Sicilia și Sardinia sunt guvernate de pretori                                                                                        |  |
| 226 î.Hr.     | Tratatul Ebrului între Roma și Cartagina |  |
| 225 î.Hr.     | Galii câștigă bătălia de la Telamon |  |
| 223 î.Hr.     | Flaminius îi învinge pe insubri |  |
| 222 î.Hr.     | Bătălia de la Clastidium. Insubrii capitulează |  |
| 221-220 î.Hr. | Frontiera de nord-est este securizată până la Alpii Iulieni |  |
| 221 î.Hr.     | Hannibal îl succede pe Hasdrubal. Sagentum cere sprijin Romei |  |
| 220 î.Hr.     | Censura lui Flaminius: se construiește Via Flaminia |  |
| 219 î.Hr.     | Al doilea Război Iliric: Demetrius este înfrânt. Hannibal asediază și ocupă Saguntum |  |
| 218 î.Hr.     | Este emisă Lex Claudia. Colonii latine la Placentia și Cremona. Hannibal ajunge în nordul Italiei. Îi învinge pe romani la Ticinus și Trebia                                                                     |  |
| 217 î.Hr.     | Hannibal îi învinge pe romani la Lacul Trasimane. Victoria navală de la gurile Ebrului |  |
| 216 î.Hr.     | Bătălia de la Cannae: romanii sunt înfrânți. Au loc revolte în centrul Italiei și în Capua |  |
| 215 î.Hr.     | Tributul este dublat, Hannibal staționează în sudul Italiei. Se aliază cu Siracuza și Macedonia. Hasdrubal este învins la Dertosa                                                                                |  |
| 214-213 î.Hr. | Izbucnește primul război macedonean. Hannibal ocupă Tarentum. Romanii asediază Siracuza |  |
| 212 î.Hr.     | Capua este asediată. Sunt introduse Ludi Apollinares |  |
| 211 î.Hr.     | Alianța romanilor cu Etolia. Hannibal se îndreaptă spre Roma. Capua și Siracuza sunt cucerite. Scipionii sunt înfrânți în Spania                                                                                 |  |
| 210 î.Hr.     | Agrigentum este cucerit. Scipio debarcă în Spania |  |
| 209 î.Hr.     | Tarentum este recucerit. Cartago Nova este cucerită de romani |  |
| 208 î.Hr.     | Bătălia de la Baecula |  |
| 207 î.Hr.     | Hasdrubal este învins la Metaurus. |  |
| 206 î.Hr.     | Bătălia de la Ilipa. Spania este cucerită. Etolienii încheie pace cu Filip. |  |
| 205 î.Hr.     | Scipio debarcă în Sicilia. Se încheie pacea de la Phoenice |  |
| 204 î.Hr.     | Ennius este adus la Roma. Cultul zeiței Cybele este adus din Asia Mică. Scipio debarcă în Africa |  |
| 203 î.Hr.     | Scipio îl înfrânge pe Syphax și câștigă bătălia de la Campi Magni. Hannibal este rechemat la Cartagina. Mago este învins în Galia                                                                                |  |
| 202 î.Hr.     | Filip și Antiochos încheie un pact. Romanii nu dau curs ajutorului solicitat de etolieni. Scipio îl învinge pe Hannibal la Zama.                                                                                 |  |
| 201 î.Hr.     | Este încheiată pacea cu Cartagina care devine stat clientelar. Masinissa este regele Numidiei Mari. Attalos și Rhodos cer sprijin Romei împotriva lui Filip.                                                     |  |
| 200 î.Hr.     | Începe cel de-al doilea război macedonean. Armata romană este trimisă în Grecia. |  |

### Secolul al II-lea î.Hr.
| An            | Eveniment |  |  |
| ------------- | --- |  |  |
| 199 î.Hr.     | Lex Porcia. |  |  |
| 198 î.Hr.     | Victoria lui Flaminius la Aous. Liga Aheeana se alătură Romei |  |  |
| 197 î.Hr.     | Numărul pretorilor crește la șase. Spania este organizată în două provincii. Filip este înfrânt la Kynoskephalai. Turdetanii se revoltă în Spania. Antiochos ocupă Efesul                |  |  |
| 196 î.Hr.     | Insubrii sunt înfrânți de Marcellus. Proclamația lui Flaminius la Corint. |  |  |
| 195 î.Hr.     | Lex Porcia și Lex Oppia sunt abrogate. Hannibal se refugiază la curtea lui Antiochos. Masinissa începe incursiuni în Cartagina.                                                          |  |  |
| 194 î.Hr.     | Sunt fondate colonii romane la Volturnum, Liternum, Puteoli, Salernum, Sipontum, Templsa, Crotona și Bruxentum. Lusitanii sunt învinși. Romanii părăsesc Grecia                          |  |  |
| 193 î.Hr.     | Colonia romană la Thurii Copia |  |  |
| 192 î.Hr.     | Colonia latină la Vibo Valentia. Războiul împotriva lui Antiochos care debarcă în Grecia                                                                                                 |  |  |
| 191 î.Hr.     | Lex Acilia. Boii sunt înviși de Scipio Nasica. Antiochos este învins la Termopile, se retrage din Asia Mică. Război în Aetolia. Flota lui Antiochos este învinsă la Corcycus.            |  |  |
| 190 î.Hr.     | Antiochos este învins la Magnesia |  |  |
| 189 î.Hr.     | Ambracia este cucerită. Locuitorii Campaniei primesc cetățenia. Colonia romană este fondată la Bononia.                                                                                  |  |  |
| 188 î.Hr.     | Tratatul de la Apamea. Colonizarea Asiei |  |  |
| 187 î.Hr.     | Sunt construite Via Aemilia și Via Flaminia. |  |  |
| 181 î.Hr.     | Lex Baebia și Lex Orchia sunt emise. |  |  |
| 180-179 î.Hr. | Războiul cu celtiberii. Lex Villia Annalis |  |  |
| 178-177 î.Hr. | Expediție împotriva istrilor. Anexarea Istriei. Cucerirea Sardiniei. |  |  |
| 172 î.Hr.     | Doi consuli plebei în funcție |  |  |
| 172 î.Hr.     | Cel de-al treilea război macedonean izbucnit de Perseus |  |  |
| 169 î.Hr.     | Lex Voconia. Liberții sunt incluși într-un trib urban. Conflict dintre Senat și Equites.                                                                                                 |  |  |
| 168 î.Hr.     | Perseus este înfrant la Pydna. |  |  |
| 161 î.Hr.     | Lex Fannia |  |  |
| 159 î.Hr.     | Legea împotriva mitei |  |  |
| 157-155 î.Hr. | Campanie în Dalmația și Pannonia |  |  |
| 154 î.Hr.     | Ligurii sunt învinși |  |  |
| 154-151 î.Hr. | Războiul lusitan |  |  |
| 153-151 î.Hr. | Al doilea război celtiber |  |  |
| 149-146 î.Hr. | Al treilea război punic |  |  |
| 149 î.Hr.     | Revolta lui Andriskos în Macedonia |  |  |
| 147 î.Hr.     | Viriathus iese învingător în Spania. Macedonia devine provincie romană |  |  |
| 146 î.Hr.     | Distrugerea Cartaginei. Distrugerea Corintului. Africa devine provincie romană |  |  |
| 143-133 î.Hr. | Al treilea război celtiber sau Războiul Numantiei |  |  |
| 139 î.Hr.     | Lex Gabinia-scrutinul electoral. Viriathus este ucis. |  |  |
| 137 î.Hr.     | Lex Cassia-scrutinul în instanțele judecătorești |  |  |
| 135-132 î.Hr. | Războiul sclavilor din Sicilia |  |  |
| 133 î.Hr.     | Tribunatul lui Tiberius Gracchus-legea agrară. Pergamul este lăsat prin testament Romei de Attalos III. Gracchus este ucis. Scipio Aemilianus devastează Numantia și colonizează Spania. |  |  |
| 132 î.Hr.     | Lex Rupilia privind reorganizarea Siciliei. Lex Papiria-scrutinul pentru legislație. Revolta lui Aristonicos în Asia. Comisia agrară își începe activitatea                              |  |  |
| 124 î.Hr.     | Război împotriva arvenilor și allobrogilor |  |  |
| 123 î.Hr.     | Primul tribunat al lui Gaius Gracchus, propune legi, reales în 122. Stabilește Iunonia în locul Cartaginei.                                                                              |  |  |
| 122 î.Hr.     | Insulele Baleare sunt cucerite |  |  |
| 121 î.Hr.     | Gracchus este ucis. Arvenii și allobrogii sunt învinși. Lex agraria |  |  |
| 120 î.Hr.     | Comisia agrară este desființată. Colonii la Narbo Marius. |  |  |
| 118 î.Hr.     | Numidia este împărțită. |  |  |
| 116 î.Hr.     | Iugurtha își consolidează poziția |  |  |
| 114 î.Hr.     | Marius în Spania |  |  |
| 113 î.Hr.     | Carbo este învins de cimbri la Noreia |  |  |
| 112 î.Hr.     | Iugurtha devastează Cirta |  |  |
| 111 î.Hr.     | Acord cu Iugurtha. |  |  |
| 110 î.Hr.     | Capitularea lui Aulus Albinus în Africa. |  |  |
| 109 î.Hr.     | Mettelus obține câteva victorii în Africa. |  |  |
| 107 î.Hr.     | Marius este ales consul. Înrolează proletarii. Ocupă Capsa. |  |  |
| 106 î.Hr.     | Marius pătrunde în Numidia. Bocchus din Mauretania i-l predă pe Iugurtha lui Sulla |  |  |
| 105 î.Hr.     | Cimbrii și Teutonii distrug armatele romane la Arausio |  |  |
| 104 î.Hr.     | Legea juridică a lui Servilius Glaucis. Marius reorganizează armata. Al doilea război servill în Sicilia                                                                                 |  |  |
| 103 î.Hr.     | Loturi de pământ pentru veteranii lui Marius. |  |  |
| 102 î.Hr.     | Teutoni sunt învinși lângă Aquae Sextiae. |  |  |
| 101 î.Hr.     | Cimbrii sunt învinși la Vercellae. |  |  |

### Secolul I î.Hr.
| An        | Eveniment |  |
| --------- | --- |  |
| 100 î.Hr. | Revolte la Roma. Marius impune ordinea.                                                                                                   |  |
| 98 î.Hr.  | Revolta în Lusitania |  |
| 96 î.Hr.  | Sulla îl instalează pe tronul Cappadociei pe Ariobarzanes. Ptomeleu Apion lasă Cyrenica moștenire Romei                                   |  |
| 95 î.Hr.  | Lex Licinia Mucia. Roma îi ordonă lui Mithridates să părăsească Paphlagonia și Cappadocia.                                                |  |
| 91 î.Hr.  | Tribunul Livius Drussus este asasinat, începe războiul aliaților                                                                          |  |
| 88 î.Hr.  | Sulla ocupă Roma. Marius fuge. Războiul Aliaților limitat de samniți. Mithridates invadează Asia Mică                                     |  |
| 87 î.Hr.  | Marius și Cinna ocupă Roma, susținătorii lui Sulla sunt masacrați. Sulla asediază Atena.                                                  |  |
| 86 î.Hr.  | După ce ocupă Atena, Sulla îl învinge pe Mithridates la Cheroneea și Orchomenos                                                           |  |
| 85 î.Hr.  | Tratatul de la Dardanos cu Mithridates |  |
| 84 î.Hr.  | Cinna este ucis, Carbo rămâne unicul consul                                                                                               |  |
| 83 î.Hr.  | Sula debarcă în Italia, susținut de Pompei. Murena declanșează cel de-al doilea război mithridatic                                        |  |
| 82 î.Hr.  | Războiul civil, Sulla iese învingător |  |
| 81 î.Hr.  | Sulla dictator |  |
| 80 î.Hr.  | Sertorius debarcă în Spania |  |
| 79 î.Hr.  | Sulla se retrage |  |
| 77 î.Hr.  | Campaniile lui Pompei împotriva lui Sertorius                                                                                             |  |
| 75 î.Hr.  | Lex Aurelia: accesul tribunilor la alte funcții                                                                                           |  |
| 74 î.Hr.  | Nicomedes lasă moștenire Bithynia Romei                                                                                                   |  |
| 73 î.Hr.  | Răscoala lui Spartacus la Capua. Lucullus îl învinge pe Mithridates.                                                                      |  |
| 72 î.Hr.  | Sertorius este asasinat. Campania lui Lucullus împotriva lui Mithridates.                                                                 |  |
| 71 î.Hr.  | Crassus îl învinge pe Spartacus. Pompei revine din Spania. Lucullus îl învinge pe Mithridates.                                            |  |
| 70 î.Hr.  | Primul consulat Pompei-Crassus |  |
| 69 î.Hr.  | Lucullus invadează Armenia |  |
| 68 î.Hr.  | Mithridates revine în Pont |  |
| 67 î.Hr.  | Pompei alunga pirații din bazinul mediteranean                                                                                            |  |
| 66 î.Hr.  | Pompei îl învinge pe Mithridates. Conspirația lui Catilina                                                                                |  |
| 64 î.Hr.  | Pompei ocupă Siria |  |
| 63 î.Hr.  | Lex agraria. Cicero consul. Pompei la Ierusalim                                                                                           |  |
| 62 î.Hr.  | Siria devine provincie |  |
| 60 î.Hr.  | Cezar revine din Spania, Primul Triumvirat Cezar-Pompei-Crassus                                                                           |  |
| 59 î.Hr.  | Cezar guvernează Gallia Cisalpina și Illyricum și îi este atribuit Gallia Transalpina                                                     |  |
| 58 î.Hr.  | Cezar îi învinge pe helveți și pe Ariovistus                                                                                              |  |
| 57 î.Hr.  | Cezar îi învinge pe belgi și pe nervi |  |
| 56 î.Hr.  | Campaniile împotriva veneților și morinilor                                                                                               |  |
| 55 î.Hr.  | Cezar traversează Rinul, masacrează usipeții și tencterii, invadează Britania. Pompei construiește primul teatru de piatră                |  |
| 53 î.Hr.  | Crassus este ucis de parți la Carrhae. |  |
| 52 î.Hr.  | Revolta lui Vercingetorix în Gallia, Asediul Alesiei                                                                                      |  |
| 50 î.Hr.  | Cezar traversează Rubiconul, începe războiul civil                                                                                        |  |
| 48 î.Hr.  | Cezar învins de Pompei la Dyrrhachium. Pompei este învins la Pharsalus, ucis în Egipt. Război în Alexandria, Cleopatra regina a Egiptului |  |
| 47 î.Hr.  | Cear dictator in absentia. Îl învinge pe Pharnaces la Zela.                                                                               |  |
| 46 î.Hr.  | Victoria lui Cezar de la Thapsus. Cato se sinucide.                                                                                       |  |
| 45 î.Hr.  | Cezar îi învinge pe oamenii lui Pompei la Munda.                                                                                          |  |
| 44 î.Hr.  | Cezar dictator pe viață. Este asasinat. Octavian revine din Grecia. Antonius este numit la comanda Galliei Cisalpina și Transalpina.      |  |
| 43 î.Hr.  | Triumviratul Octavian-Antoniu-Lepidus. Asasinarea lui Cicero                                                                              |  |
| 42 î.Hr.  | Brutus și Cassius sunt învinși la Phillipi și se sinucid.                                                                                 |  |
| 40 î.Hr.  | Împărțirea imperiului la Brundisium, Antoniu se căsătorește cu Octavia.                                                                   |  |
| 37 î.Hr.  | Antoniu se căsătorește cu Cleopatra |  |
| 34 î.Hr.  | Antoniu invadează Armenia |  |
| 32 î.Hr.  | Octavian publică testamentul lui Antoniu, declară război Egiptului                                                                        |  |
| 31 î.Hr.  | Bătălia de la Actium |  |
| 30 î.Hr.  | Antoniu și Cleopatra se sinucid. Octavian devine tribun și consul.                                                                        |  |
| 27 î.Hr.  | Octavian este investit cu imperium. Devine Augustus.                                                                                      |  |
| 23 î.Hr.  | Augustus-proconsulare imperium maius |  |
| 22 î.Hr.  | Augustus acceptă cura annonae |  |
| 20 î.Hr.  | Augustus primește stindardele romane de la Parți. Tiberius intră în Armenia și îl încoronează pe Tigranes                                 |  |
| 15 î.Hr.  | Tiberius și Drusus îi înving pe reti și vindelici                                                                                         |  |
| 12 î.Hr.  | Augustus devine Pontifex Maximus |  |
| 2 î.Hr.   | Augustus - pater patriae |  |

## Principatul

### Iulio-Claudienii și Flavienii
| An    | Eveniment |  |
| ----- | --- |  |
| 4     | Tiberius îl adoptă pe Germanicus și invadează Germania |  |
| 5     | Tiberius înaintează spre Elba |  |
| 8     | Pannonia este pacificată. Ovidius exilat. |  |
| 9     | Lex Papia Poppaea. Sfârșitul revoltei din Dalmația. Arminius îl învinge pe Varus în Germania                                                                |  |
| 14    | Augustus moare. Tiberius împărat. Revolta legiunilor din Pannonia și Germania. Germanicus trece Rinul luptând împotriva marsilor                            |  |
| 15    | Germanicus îi atacă pe chatti. |  |
| 17    | Germanicus este trimis în Siria. |  |
| 19    | Germanicus moare la Antiochia. Arminius este ucis |  |
| 21    | Tulburări în Tracia |  |
| 22    | Castra Pretoria |  |
| 26    | Restabilirea ordinii în Tracia |  |
| 27    | Tiberius se retrage la Capri |  |
| 28    | Revolta frizonilor |  |
| 31    | Seianus este ucis. Crucificarea lui Isus |  |
| 37    | Moartea lui Tiberius. Caligula preia puterea. |  |
| 39    | Caligula se îndreaptă spre Rin |  |
| 40    | Expediția în Canalul Mânecii. |  |
| 41    | Caligula este asasinat. Claudius proclamat împărat. |  |
| 42    | Revolta lui Scribonanus în Dalmația. Mauretania este divizată.                                                                                              |  |
| 43    | Expediție în Britania. Lycia devine provincie imperială |  |
| 44    | Triumful lui Claudius în Britania. Iudeea-provincie romană. Macedonia și Achaia devin provincii senatoriale                                                 |  |
| 46    | Tracia-provincie romană |  |
| 47    | Triumful lui Aulus Plautius pentru cucerirea Britaniei. Campaniile împotriva frizonilor                                                                     |  |
| 50    | Nero adoptat de Claudius |  |
| 54    | Claudius este otrăvit. Nero este încoronat |  |
| 57    | Nero îi silește pe senatori și cavaleri să ia parte la jocuri                                                                                               |  |
| 59    | Nero introduce jocurile grecești |  |
| 61    | Revolta icenilor sub Boudica în Britania |  |
| 64    | Marele incendiu al Romei. Persecuțiile creștine. Domus Aurea                                                                                                |  |
| 65    | Complotul lui Piso. Seneca se sinucide. |  |
| 66    | Nero îl încoronează pe Tiridates. Sejurul în Grecia. Revolte în Iudeea                                                                                      |  |
| 67    | Vespasian la comanda armatelor romane în Iudeea. Iosephus se predă                                                                                          |  |
| 68    | Nero se sinucide. Galba este acceptat de senat și pretorieni și intră la Roma. Vespasian începe asediul Ierusalimului                                       |  |
| 69    | Galba ucis, Otho este proclamat împărat. Vittelius proclamat împărat. Otho învins la Bedriacum și se sinucide. Vittelius este ucis de trupele lui Vespasian |  |
| 70    | Vespasian împărat sosește la Roma. Ierusalimul este cucerit.                                                                                                |  |
| 71    | Titus revine în Iudeea. |  |
| 72    | Armenia minor alipită Capadociei |  |
| 79    | Moare Vespasian. Erupția Vezuviului. Titus împărat |  |
| 80    | Inagurarea Colesseumului |  |
| 81    | Moare Titus. Domițian împărat |  |
| 83    | Dioclețian îi învinge pe chatti |  |
| 85-86 | Decebal îl învinge pe legatul Moesiei. Jocurile Capitoliene                                                                                                 |  |
| 92    | Palatul de la Palatin. Campaniile împotriva sarmaților și suebilor                                                                                          |  |
| 96    | Asasinarea lui Domițian. Vine la putere Nerva |  |
| 98    | Traian devine împărat |  |

### Dinastia Antoninilor
| An      | Eveniment                                                                                           |  |
| ------- | --------------------------------------------------------------------------------------------------- |  |
| 101-102 | Primul război dacic                                                                                 |  |
| 105-106 | Al doilea război dacic                                                                              |  |
| 106     | Traian inagurează Monumentul de la Adamclisi                                                        |  |
| 112     | Forul lui Traian                                                                                    |  |
| 113     | Războiul împotriva parților                                                                         |  |
| 114     | Anexarea Armeniei                                                                                   |  |
| 115     | Anexarea Mesopotamiei                                                                               |  |
| 116     | Ctesifon este ocupat                                                                                |  |
| 117     | Moare Traian. Hadrian devine împărat                                                                |  |
| 121     | Hadrian călătorește în provinciile apusene                                                          |  |
| 122     | Hadrian vizitează Britania-este construit zidul                                                     |  |
| 124     | Hadrian în Asia Mică                                                                                |  |
| 129     | Hadrian în vizită la Atena                                                                          |  |
| 130     | Întemeierea Antinopolisului                                                                         |  |
| 131     | Revolta lui Bar Kochba                                                                              |  |
| 134     | Reprimarea revoltei iudeilor                                                                        |  |
| 135     | Reorganizarea Siriei. Templul lui Venus și al Romei                                                 |  |
| 136     | Hadrian îl adoptă pe Aelis ca Cezar                                                                 |  |
| 138     | Hadrian îl adoptă pe Antoninus și moare. Antoninus Pius devine împărat                              |  |
| 139     | Brigantii sunt învinși                                                                              |  |
| 152     | Restaurarea păcii în Mauretania, Revoltă în Egipt                                                   |  |
| 154     | Reprimarea revoltei briganților                                                                     |  |
| 157-158 | Campaniile împotriva triburilor dacice                                                              |  |
| 161     | Moare Antoninus. Vine la putere Marcus Aurelius. Parții invadează Armenia                           |  |
| 163     | Armenia este recuperată                                                                             |  |
| 165-166 | Ctesifon și Seleucia sunt distruse                                                                  |  |
| 167     | Marcomanii și quazii trec Dunărea. Iazigii atacă Dacia                                              |  |
| 168-175 | Războiul împotriva marcomanilor, quazilor și sarmaților                                             |  |
| 172     | Marcomanii sunt învinși                                                                             |  |
| 174     | Quazii sunt înfrânți                                                                                |  |
| 175     | Iazigii sunt învinși                                                                                |  |
| 177     | Înfrângerea Mauretaniei                                                                             |  |
| 180     | Moartea lui Aurelius. Vine la putere Commodus. Pacificarea dacilor, iazigilor, vandalilor, quazilor |  |
| 192     | Commodus este asasinat                                                                              |  |
| 193     | Septimus Severus vine la putere. Asediul Bizantionului                                              |  |
| 194     | Severus trece Eufratul                                                                              |  |
| 196     | Caracalla este proclamat împărat                                                                    |  |
| 197     | Britania este împărțită în două provincii. Caracalla este proclamat Augustus alături de Severus     |  |
| 198     | Severus ocupă Ctesifon                                                                              |  |
| 199     | Severus vizitează Orientul și regiunile dunărene                                                    |  |

### Dinastia Severilor
| An  | Eveniment                                                                                     |  |
| --- | --------------------------------------------------------------------------------------------- |  |
| 202 | Severus ia măsuri împotriva creștinilor                                                       |  |
| 203 | Severus în Africa                                                                             |  |
| 209 | Campaniile în Scoția                                                                          |  |
| 211 | Severus moare la York                                                                         |  |
| 212 | Caracalla devine împărat-Constitutio Antoniania                                               |  |
| 213 | Campaniile împotriva alamanilor                                                               |  |
| 217 | Caracalla este asasinat la Carrhae, Macrinius devine împărat, dar este înfrânt de parți       |  |
| 218 | Elagabal îl învinge pe Macrinius și devine împărat                                            |  |
| 222 | Elagabal îl adoptă pe Alexander. Elagabal este asasinat                                       |  |
| 230 | Perșii atacă Mesopotamia și Nisibis                                                           |  |
| 232 | Campanie eșuată împotriva parților                                                            |  |
| 234 | Campanie împotriva alamanilor                                                                 |  |
| 235 | Severus Alexander este ucis. Maximinus Tracus este acceptat de senat și îi învinge pe alamani |  |

## Criza și Dominatul

### Secolul al IV-lea
| An  | Eveniment                                    |  |
| --- | -------------------------------------------- |  |
| 380 | Creștinismul devine religia de stat a Romei. |  |

### Secolul al V-lea
| An         | Eveniment                                                                         |  |
| ---------- | --------------------------------------------------------------------------------- |  |
| 4 sept 476 | Prăbușirea Imperiului Roman de Apus (oficial)                                     |  |
| 480        | Prăbușirea Imperiului Roman de Apus odată cu moartea lui Iulius Nepos (neoficial) |  |